# Oscar Onley
Oscar Onley (né le 13 octobre 2002 à Kelso en Écosse) est un coureur cycliste britannique.

## Biographie
Oscar Onley prend sa première licence en vélo à l'âge de dix ans au Kelso Wheelers Cycling Club,,. En 2019, il participe à ses premières courses UCI chez les juniors (moins de 19 ans) et se classe cinquième du Chrono des Nations juniors, septième de l'Ain Bugey Valromey Tour et huitième d'Aubel-Thimister-Stavelot, où il remporte le contre-la-montre par équipes avec Van Rysel-AG2R La Mondiale.
Après un passage en France en 2020 au sein du club Van Rysel-AG2R La Mondiale, il intègre l'équipe DSM Development en 2021. Lors de sa première année, il termine troisième du championnat de Grande-Bretagne du contre-la-montre espoirs (moins de 23 ans). Il se révèle lors de la saison 2022, notamment grâce à ses qualités de grimpeur. En avril, il termine cinquième du Circuit des Ardennes, puis durant l'été il prend la neuvième place du Tour d'Italie espoirs et remporte la dernière étape du Tour de la Vallée d'Aoste. Après une deuxième place d'étape du Sazka Tour, il se classe troisième et meilleur jeune du  Tour de Croatie en fin de saison, une course où il est aligné avec l'équipe World Tour DSM.

### Team DSM/Picnic (depuis 2023)
Grâce à ses performances, il signe un contrat en 2023 avec DSM jusqu'en 2027. Lors de la deuxième course de sa nouvelle équipe, il termine douzième et meilleur jeune du Tour d'Algarve. En mai, il est sixième du Tour de Hongrie, puis deuxième de l'Alpes Isère Tour derrière Lennert Van Eetvelt. Lors du Tour de Pologne, il termine pour la première fois dans le top 10 d'une course par étapes du World Tour. Il prend le départ du Tour d'Espagne son premier grand tour. Il fait partie de l'équipe DSM, qui remport le contre-la-montre par équipes inaugural de la course. Le lendemain, il doit abandonner après une chute et une fracture de la clavicule.
En 2024, il remporte l'arrivée à Willunga Hill lors du Tour Down Under, sa première victoire sur le World Tour. Il termine quatrième du classement général, puis subit une autre fracture de la clavicule lors de la Cadel Evans Great Ocean Road Race. Le 30 mars, pour son retour à la compétition, il est troisième du Grand Prix Miguel Indurain. Mais lors de l'Amstel Gold Race, il se fracture la clavicule pour la troisième fois en huit mois. En préparation de son premier Tour de France, il termine huitième du Tour de Suisse, avant de terminer le Tour de France à la 39e place au classement général. Deuxième au classement général du Tour de Grande-Bretagne et du Tour du Guangxi, il  manque de peu sa première victoire sur une course par étapes.

## Palmarès
- 2019
  - Gorey Three Day
  - 2ea étape d'Aubel-Thimister-Stavelot (contre-la-montre par équipes)
- 2021
  - 3e du championnat de Grande-Bretagne du contre-la-montre espoirs
- 2022
  - 5e étape du Tour de la Vallée d'Aoste
  - 3e du Tour de Croatie
- 2023
  - 1re étape du Tour d'Espagne (contre-la-montre par équipes)
  - 2e de l'Alpes Isère Tour
  - 10e du Tour de Pologne
- 2024
  - 5e étape du Tour Down Under
  - 2e du Tour de Grande-Bretagne
  - 2e du Tour du Guangxi
  - 3e du Grand Prix Miguel Indurain
  - 4e du Tour Down Under
  - 8e du Tour de Suisse
  - 10e du Tour de Pologne
- 2025
  - 5e étape du Tour de Suisse
  - 3e du Tour de Suisse
  - 4e du Tour Down Under
  - 4e du Tour de France
  - 5e du Tour des Émirats arabes unis
  - 9e de la Cadel Evans Great Ocean Road Race
  - 9e du Tour du Pays basque

## Résultats sur les grands tours

### Tour de France
2 participations
- 2024 : 39e
- 2025 : 4e

### Tour d'Espagne
1 participation
- 2023 : abandon (2e étape), vainqueur de la 1re étape (contre-la-montre par équipes)

## Classements mondiaux
| Année                                 | 2021  | 2022 | 2023 | 2024 |
| ------------------------------------- | ----- | ---- | ---- | ---- |
| Classement mondial                    | 1819e | 446e | 243e | 53e  |
| UCI Europe Tour                       | 1250e | 354e | nc   | 44e  |
|                                       |       |      |      |      |
| Légende : nc = non classéSource : UCI |       |      |      |      |